# 杀马特

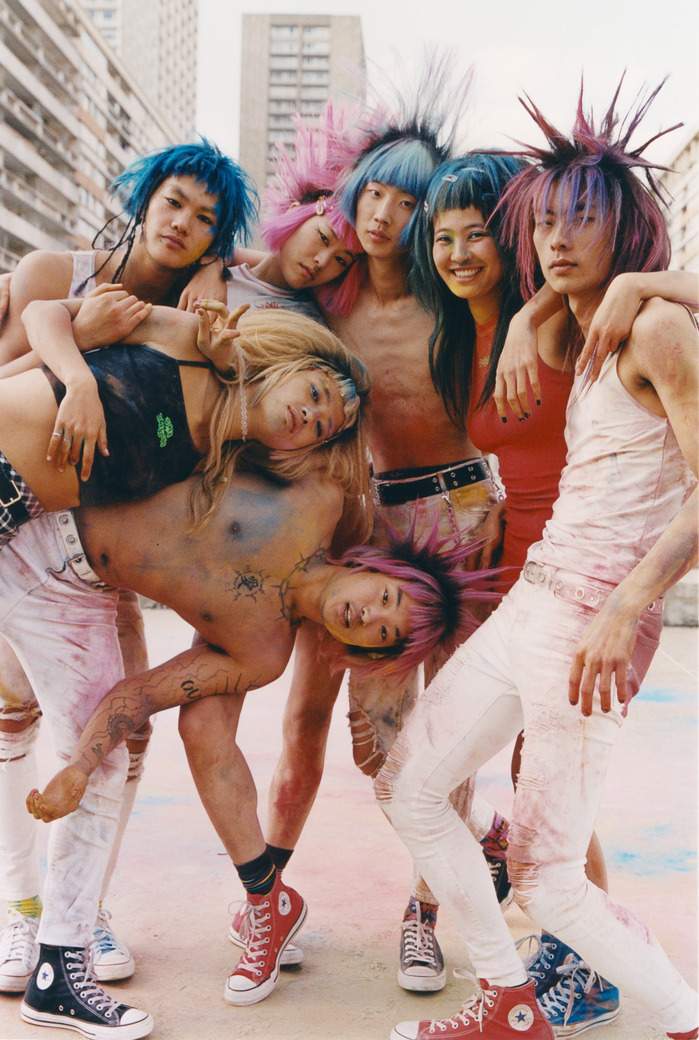
殺馬特風格的範例

杀马特，俗称“葬爱家族”，是2000年代出現在中國大陸的一種次文化，流行於城市移民青年。外觀上受哥德次文化或视觉系影響，以誇張的髮型為主要特點。
《外交政策》网站分析认为，这一群体通常只接受过中等教育，并没有什么谋生技能，只能在城市中从事收入不高的工作，其外形表达了他们对城市的疏离感。